# Зіткнення над авіабазою Рамштайн

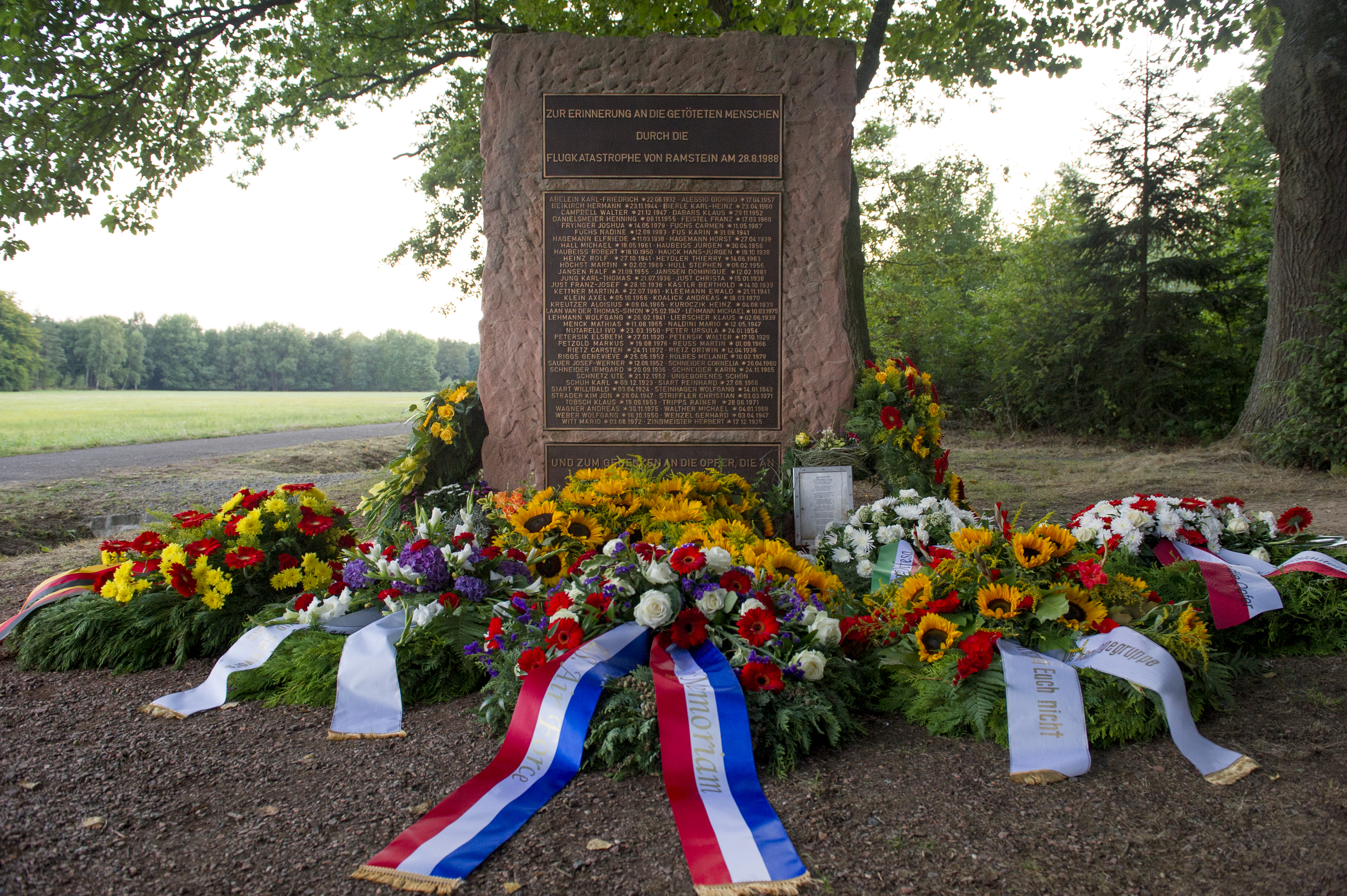
Меморіал на місці авіакатастрофи з іменами усіх загиблих (2013)

Зіткнення над авіабазою Рамштайн — катастрофа під час авіашоу, що відбулася 28 серпня 1988 року на авіабазі ВПС США Рамштайн у Західній Німеччині. Тоді в повітрі зіткнулось три літаки Aermacchi MB-339 італійської пілотажної групи Frecce Tricolori, після чого вони впали на глядачів. У результаті 70 осіб (включаючи трьох пілотів) загинули, 346 осіб отримали серйозні поранення.
Довгий час авіакастрофа в Рамштайн за кількістю загиблих була найбільшою в історії авіаційних шоу (до 2002 року, коли сталася Скнилівська трагедія у Львові).

## Хід подій
У цей день більше 300 тисяч людей зібралися на американській авіабазі Рамштайн. Основною подією авіашоу мав стати виступ італійської пілотажної групи Frecce Tricolori. Десять літаків виконували фігуру вищого пілотажу «Простромлене серце».
Frecce Tricolori розділилися на дві групи, які намалювали у небі стилізоване зображення серця. У нижній частині фігури вони летіли назустріч один одному уздовж лінії глядачів на швидкості близько 800 км / год. Одночасно ще один літак, що зображає стрілу, повинен був пролетіти над цими двома групами в напрямку глядачів. У результаті помилки пілота, полковника Іво Нуртареллі, літак, що зображав стрілу, на висоті 40 метрів зіткнувся з двома іншими літаками.
Покалічена машина звалилася в районі вагончика, який торгував морозивом. Був жаркий день, і в цьому місці було багато глядачів, зокрема, дітей. Впавши літак вибухнув, почалася сильна пожежа.
Один з літаків, які відповідали за формування «серця», впав поряд з рятувальним медичним вертольотом UH-60, його уламки вбили всіх хто був у вертольоті. Пілот цього літака катапультувався, проте парашут розкрився лише частково, і він загинув, розбившись об землю. Третій літак, який брав участь у зіткненні, зруйнувався в повітрі. Його уламки впали на віддалі від людей.

## Жертви
Загалом в авіакастрофі загинуло 70 осіб, з них 16 дітей. Велика кількість людей померла в лікарні від сильних опіків. Всього за медичною допомогою звернулося понад тисячу осіб.

## Реакція
Після катастрофи на три роки в Західній Німеччині була введена повна заборона на проведення авіашоу.
Були запровадженні наступні правила при проведенні авіашоу:
- Збільшена мінімальна дистанція від місця пілотування до глядачів. Вона мала становити 400 метрів;
- Повністю заборонено маневри й пілотування над глядачами і в напрямку глядачів;
- Будь-які маневри тепер вимагають узгодження з наземною службою, відповідальною за безпеку авіашоу.

## У мистецтві
До альбому Herzeleid німецького метал-гурту Rammstein входить однойменна пісня про катастрофу. Втім, назва самого гурту, за словами його учасників, з катастрофою не пов'язана і обрана як наслідування назві гурту Rolling Stones. 